# JT Thunders Hiroshima 2019-2020
Questa voce raccoglie le informazioni riguardanti i JT Thunders Hiroshima nella stagione 2019-2020.

## Stagione
I JT Thunders Hiroshima partecipano alla stagione 2019-20 senza alcuna denominazione sponsorizzata.
In seguito alla cancellazione della Coppa dell'Imperatore e del Torneo Kurowashiki a causa della pandemia di COVID-19 in Giappone, partecipano alla sola V.League Division 1: si classificano al terzo posto in regular season, venendo eliminati dai Suntory Sunbirds ai quarti di finale dei play-off scudetto e terminando il torneo al quarto posto.

## Organigramma societario
Area direttiva
- Presidente: Yukinori Yamamoto

Area tecnica
- Allenatore: Tine Sattler
- Assistente allenatore: Hideharu Hara, Keita Heima, Naoya Suga

## Rosa
| N° | Nome             | Ruolo | Data di nascita  | Nazionalità sportiva |
| -- | ---------------- | ----- | ---------------- | -------------------- |
| 1  | Takuya Yasunaga  | C     | 27 marzo 1990    | Giappone             |
| 2  | Taishi Onodera   | C     | 27 febbraio 1996 | Giappone             |
| 3  | Akihiro Fukatsu  | P     | 23 luglio 1987   | Giappone             |
| 4  | Kenta Nakajima   | C     | 25 agosto 1991   | Giappone             |
| 5  | Shinichiro Inoue | S     | 21 dicembre 1994 | Giappone             |
| 6  | Thomas Edgar     | O     | 21 giugno 1989   | Australia            |
| 7  | Daisuke Yako     | S     | 7 ottobre 1988   | Giappone             |
| 8  | Koshi Takechi    | S     | 1º gennaio 1996  | Giappone             |
| 9  | Kodai Yoshioka   | S     | 14 marzo 1992    | Giappone             |
| 10 | Wataru Inoue     | L     | 5 luglio 1994    | Giappone             |
| 11 | Daiki Hisahara   | S     | 26 dicembre 1991 | Giappone             |
| 12 | Shinpei Goda     | P     | 26 dicembre 1991 | Giappone             |
| 14 | Ataru Kumakura   | O     | 17 dicembre 1995 | Giappone             |
| 15 | Taishi Karakawa  | L     | 12 agosto 1992   | Giappone             |
| 17 | Masaki Kaneko    | P     | 23 ottobre 1997  | Giappone             |
| 18 | Shōhei Yamamoto  | S     | 21 marzo 1991    | Giappone             |
| 19 | Chen Chien-chen  | S     | 20 novembre 1989 | Taipei cinese        |
| 20 | Shogo Toimoto    | C     | 25 giugno 1987   | Giappone             |
| 21 | Kai Rogers       | C     | 2 luglio 1994    | Giappone             |

## Statistiche

### Statistiche di squadra
| Competizione        | Punti | In casa | In casa | In casa | In trasferta | In trasferta | In trasferta | Totale | Totale | Totale |
| Competizione        | Punti | G       | V       | P       | G            | V            | P            | G      | V      | P      |
| ------------------- | ----- | ------- | ------- | ------- | ------------ | ------------ | ------------ | ------ | ------ | ------ |
| V.League Division 1 | 62    | ?       | ?       | ?       | ?            | ?            | ?            | 28     | 21     | 7      |
| Totale              | -     | ?       | ?       | ?       | ?            | ?            | ?            | 28     | 21     | 7      |

G = partite giocate; V = partite vinte; P = partite perse

### Statistiche dei giocatori
| Giocatore   | V.League Division 1 | V.League Division 1 | V.League Division 1 | V.League Division 1 | V.League Division 1 | Totale | Totale | Totale | Totale | Totale |
| Giocatore   | P                   | PT                  | AV                  | MV                  | BV                  | P      | PT     | AV     | MV     | BV     |
| ----------- | ------------------- | ------------------- | ------------------- | ------------------- | ------------------- | ------ | ------ | ------ | ------ | ------ |
| Chen C.c.   | 26                  | 254                 | 208                 | 29                  | 17                  | 26     | 254    | 208    | 29     | 17     |
| T. Edgar    | 28                  | 605                 | 521                 | 49                  | 35                  | 28     | 605    | 521    | 49     | 35     |
| A. Fukatsu  | 1                   | 1                   | 1                   | 0                   | 0                   | 1      | 1      | 1      | 0      | 0      |
| S. Goda     | 8                   | 0                   | 0                   | 0                   | 0                   | 8      | 0      | 0      | 0      | 0      |
| D. Hisahara | 16                  | 2                   | 1                   | 0                   | 1                   | 16     | 2      | 1      | 0      | 1      |
| S. Inoue    | 13                  | 5                   | 4                   | 1                   | 0                   | 13     | 5      | 4      | 1      | 0      |
| W. Inoue    | 22                  | 0                   | 0                   | 0                   | 0                   | 22     | 0      | 0      | 0      | 0      |
| M. Kaneko   | 22                  | 3                   | 1                   | 2                   | 0                   | 22     | 3      | 1      | 2      | 0      |
| T. Karakawa | 28                  | 0                   | 0                   | 0                   | 0                   | 28     | 0      | 0      | 0      | 0      |
| A. Kumakura | 23                  | 18                  | 16                  | 1                   | 1                   | 23     | 18     | 16     | 1      | 1      |
| K. Nakajima | 24                  | 55                  | 38                  | 13                  | 4                   | 24     | 55     | 38     | 13     | 4      |
| T. Onodera  | 28                  | 283                 | 190                 | 72                  | 21                  | 28     | 283    | 190    | 72     | 21     |
| K. Rogers   | 7                   | 2                   | 2                   | 0                   | 0                   | 7      | 2      | 2      | 0      | 0      |
| K. Takechi  | 28                  | 62                  | 53                  | 6                   | 3                   | 28     | 62     | 53     | 6      | 3      |
| S. Toimoto  | 11                  | 0                   | 0                   | 0                   | 0                   | 11     | 0      | 0      | 0      | 0      |
| D. Yako     | 22                  | 31                  | 28                  | 2                   | 1                   | 22     | 31     | 28     | 2      | 1      |
| S. Yamamoto | 28                  | 206                 | 176                 | 16                  | 14                  | 28     | 206    | 176    | 16     | 14     |
| T. Yasunaga | 24                  | 107                 | 78                  | 26                  | 3                   | 24     | 107    | 78     | 26     | 3      |
| K. Yoshioka | 6                   | 4                   | 3                   | 1                   | 0                   | 6      | 4      | 3      | 1      | 0      |

P = presenze; PT = punti totali; AV = attacchi vincenti; MV = muri vincenti; BV = battute vincenti